# Arquebisbat de Kigali
L'arquebisbat de Kigali  (francès: Archidiocèse de Kigali; llatí: Archidioecesis Kigaliensis) és una seu metropolitana de l'Església catòlica pertanyent a Ruanda. En 2006 comptava 833.000 batejats sobre 1.528,000 habitants.

## Territori
L'arxidiòcesi comprèn la ciutat di Kigali, on s'hi troba la catedral de Saint-Michel.
El territori se subdivideix en 27 parròquies

## Història
L'arxidiòcesi va estar erigida el 10 d'abril de 1976 amb la butlla Cum Venerabiles del papa Pau VI, arrabassant el territori a l'arxidiòcesi de Kabgayi, que posteriorment va ser transformada en diòcesi i esdevingué sufragània de Kigali.
Durant la guerra civil que va sacsejar Ruanda en la primera meitat dels anys 1990 del segle xx, hi fou assassinat, amb altres sacerdots, l'arquebisbe Vincent Nsengiyumva.

## Llista de bisbes
- Vincent Nsengiyumva † (10 d'abril de 1976 - 7 de juny de 1994 assassinat)
- Thaddée Ntihinyurwa, des del 9 de març de 1996 - 19 de novembre de 2018
- Antoine Kambanda, des del 19 de novembre de 2018.[1]

## Estadístiques
A finals del 2006, la diòcesi tenia 1.528.000 batejats sobre una població de 833.000 persones, equivalent al 54,5% del total.
| any  | població | població  | població | sacerdots | sacerdots       | sacerdots       | sacerdots             | diàques | religiosos | religiosos | parroquies |
| ---- | -------- | --------- | -------- | --------- | --------------- | --------------- | --------------------- | ------- | ---------- | ---------- | ---------- |
| any  | batejats | total     | %        | total     | clergat secular | clergat regular | batejats por sacerdot | diàques | homes      | dones      |            |
| 1980 | 355.341  | 708.000   | 50,2     | 87        | 30              | 57              | 4.084                 |         | 95         | 128        | 17         |
| 1990 | 558.513  | 1.007.839 | 55,4     | 125       | 39              | 86              | 4.468                 |         | 118        | 238        | 17         |
| 1999 | 507.698  | 945.133   | 53,7     | 82        | 39              | 43              | 6.191                 |         | 95         | 258        | 18         |
| 2000 | 593.432  | 1.132.871 | 52,4     | 85        | 44              | 41              | 6.981                 |         | 76         | 253        | 18         |
| 2001 | 603.811  | 1.116.474 | 54,1     | 85        | 42              | 43              | 7.103                 |         | 85         | 261        | 18         |
| 2002 | 663.666  | 1.178.417 | 56,3     | 101       | 51              | 50              | 6.570                 |         | 88         | 270        | 18         |
| 2003 | 680.205  | 1.400.683 | 48,6     | 102       | 58              | 44              | 6.668                 |         | 84         | 273        | 18         |
| 2004 | 683.441  | 1.350.179 | 50,6     | 115       | 64              | 51              | 5.942                 |         | 103        | 290        | 20         |
| 2006 | 721.759  | 1.312.533 | 55,0     | 110       | 66              | 44              | 6.561                 |         | 86         | 277        | 21         |
| 2013 | 833.000  | 1.528.000 | 54,4     | 135       | 71              | 64              | 6.170                 |         | 176        | 411        | 27         |